# Yuichiro Edamoto
Yuichiro Edamoto (枝本 雄一郎 Edamoto Yuichiro?), född 6 augusti 1988 i Kanagawa prefektur, är en japansk fotbollsspelare.
Edamoto började sin karriär 2013 i Thespakusatsu Gunma. 2014 flyttade han till Fujieda MYFC. Han spelade 119 ligamatcher för klubben. Efter Fujieda MYFC spelade han för FC Ryukyu och Kagoshima United FC.